# Una posibilidad entre mil
Una posibilidad entre mil es un cómic autobiográfico escrito y dibujado por Cristina Durán Costell (Valencia, 1970)  y Miguel Ángel Giner Bou (Benetússer, 1969). 
El libro ha recibido críticas favorables de la prensa especializada. También ha servido como un recurso en el campo de la medicina, en el científico y social.

## Vida editorial
Una posibilidad entre mil fue publicado primero en 2009 por la editorial madrileña independiente Sins Entido, uno de los sellos españoles pioneros en la difusión de la novela gráfica y del cómic de autor español y extranjero. Durante su primera vida editorial entre 2009 y 2014, las ediciones Sins Entido sacaron tres tiradas (las dos primeras de 1500 ejemplares y la tercera de 2000) y se vendieron casi 5000 ejemplares de la obra, lo que es bastante si se considera que la tirada media de un cómic en España en 2016 era de 2749 ejemplares.
En el año 2021 fue publicada en edición inglesa de la mano de la editorial Graphic Mundi bajo el título «A Chance».

## Recepción
La obra gozó de numerosas reseñas en la prensa y en Internet, además obtuvo buena cobertura en España y recibió críticas favorables, hasta llegar a formar parte de las «25 joyas del cómic español del siglo XXI», según un artículo del suplemento cultural Babelia, del periódico El País. Todas estas obras fueron seleccionadas por personal especializado. También fue galardonada en los Premios Turia de 2012 por Mejor Contribución Cultura del Cómic, Premio Flash Back 2013, trofeo Les BD qui Font la Différence, certamen convocado por la asociación Sans Tambour ni Trompettes que obraba contra la discriminación de las personas con discapacidad y finalista del Premio Nacional del Cómic del Ministerio de Cultura y Deporte en 2010. En ese mismo año, la editorial belga Dargaud tradujo la obra al francés con el título Une chance sur un million.
Después del cierre de las ediciones Sins Entido en 2014, la editorial bilbaína Astiberri  volvieron a editar "Una posibilidad entre mil". Publicada en 2017 bajo el título "Una posibilidad", esta nueva edición reúne también La máquina de Efrén, otra obra autobiográfica que prolonga la saga familiar de la pareja Durán y Giner Bou, en la que se cuentan las largas y numerosas etapas del proceso de adopción por el que pasaron para llegar a ser los padres de Selamawit, una niña etíope.
La duradera vida comercial hecha de diferentes tiradas y ediciones de "Una posibilidad entre mil" confirma el interés creciente del público por las obras de no ficción y, en particular, por subcategorías genéricas como el cómic social y la medicina gráfica. Por otra parte, fuera del público habitual del cómic, esta obra se ha convertido en un recurso vital como «herramienta de divulgación y comunicación científica», también empleada como «herramienta de visibilidad y acción social».